# Henry Flint
Henry Flynt (Greensboro (Carolina del Nord), (1940), és un filòsof, músic, activista antiart i artista estatunidenc.
L'any 1963 va entrar a formar part del moviment Fluxus i va participar amb George Maciunas en Action against cultural Imperialism amb música de jazz. Va realitzar un assaig sobre art conceptual el 1961, editat per Jackson Mac Low i La Monte Young el 1963.

## Discografia
- New American Ethnic Music Volume 2 : Spindizzy
- C Tune
- You Are My Everlovin' / Celestial Power
- Graduation and Other New Country and Blues Music
- Raga Electric
- Backporch Hillbilly Blues, vol 1
- Backporch Hillbilly Blues, vol 2
- I Don't Wanna
- Purified by the Fire
- Henry Flynt & Nova' Billy

## Obra bibliogràfica
- Blueprint for a Higher Civilization, 1975 (anglès)
- Being=Space X Action : Searches for Freedom of Mind Through Mathematics, Art, and Mysticism, edited by Charles Stein 1988, a special issue of Io (#41) on Henry Flynt and Catherine Christer Hennix (anglès)